# Ringer-Europameisterschaften 1934
Die Ringer-Europameisterschaften 1934 fanden Ende April im griechisch-römischen Stil in Rom und im Oktober im freien Stil in Stockholm statt.

## Griechisch-römischer Stil

### Ergebnisse
| Klasse | Gold               | Silber          | Bronze            |
| ------ | ------------------ | --------------- | ----------------- |
| -56 kg | Herman Tuvesson    | Ödön Zombori    | Ion Horvath       |
| -61 kg | Kustaa Pihlajamäki | Ferenc Tóth     | Giovanni Gozzi    |
| -66 kg | Aarne Reini        | Abraham Kurland | Einar Karlsson    |
| -72 kg | Gunnar Glans       | Mikko Nordling  | Ercole Gallegati  |
| -79 kg | Ivar Johansson     | August Neo      | László Papp       |
| -87 kg | Edvīns Bietags     | Erich Siebert   | František Mrášek  |
| +87 kg | Kurt Hornfischer   | Rudolf Svensson | Alberts Zvejnieks |

### Medaillenspiegel
| Rang | Land               | Gold | Silber | Bronze |
| ---- | ------------------ | ---- | ------ | ------ |
| 1    | Schweden           | 3    | 1      | 1      |
| 2    | Finnland           | 2    | 1      | 0      |
| 3    | Deutsches Reich    | 1    | 1      | 0      |
| 4    | Lettland           | 1    | 0      | 1      |
| 5    | Ungarn             | 0    | 2      | 1      |
| 6    | Estland            | 0    | 1      | 0      |
|      | Dänemark           | 0    | 1      | 0      |
| 8    | Königreich Italien | 0    | 0      | 2      |
| 9    | Rumänien           | 0    | 0      | 1      |
|      | Tschechoslowakei   | 0    | 0      | 1      |

## Freistil

### Ergebnisse
| Klasse | Gold               | Silber           | Bronze          |
| ------ | ------------------ | ---------------- | --------------- |
| -56 kg | Márton Lőrincz     | Hermann Fischer  | Herman Tuvesson |
| -61 kg | Kustaa Pihlajamäki | Hans Wittwer     | Ferenc Tóth     |
| -66 kg | Wolfgang Ehrl      | Anders Swansson  | Abraham Kurland |
| -72 kg | Jean Földeák       | Thure Andersson  | Károly Kárpáti  |
| -79 kg | Ivar Johansson     | Elis Wecksten    | Fritz Neuhaus   |
| -87 kg | Knut Fridell       | Ede Virágh-Ebner | Karl Engelhardt |
| +87 kg | Thure Sjöstedt     | Josef Klapuch    | Hjalmar Nyström |

### Medaillenspiegel
| Rang | Land             | Gold | Silber | Bronze |
| ---- | ---------------- | ---- | ------ | ------ |
| 1    | Schweden         | 3    | 2      | 1      |
| 2    | Deutsches Reich  | 2    | 2      | 2      |
| 3    | Ungarn           | 1    | 1      | 2      |
| 4    | Finnland         | 1    | 1      | 1      |
| 5    | Tschechoslowakei | 0    | 1      | 0      |
| 6    | Dänemark         | 0    | 0      | 1      |